# Новосадский сельсовет
Новоса́дский сельсовет (бел. Навасадскі сельсавет) — административно-территориальная единица, существующая с 1924 по 1954 год в составе Дзержинского района Минской области Белорусской ССР. Административным центром являлась деревня Юцки.

## История
20 августа 1924 года был образован Новосадский сельсовет в составе Койдановского района Минского округа, который с 23 марта 1932 году до 14 мая 1936 года являлся национальным и именовался Новосадским польским национальным сельсоветом. 15 марта 1932 года Койдановский район был преобразован в Койдановский польский национальный район, 29 июня того же года район был переименован в Дзержинский. 31 июля 1937 года район был упразднён, а сельсовет был передан в состав Заславского района. 23 августа 1937 года Новосадский польский национальный сельсовет вновь преобразован в Новосадский сельсовет. 4 февраля 1939 года сельсовет был передан в состав восстановленного Дзержинского района.
Во время немецко-фашистской оккупации, территория сельсовета была подчинена крайсгебиту Минск-ланд гауптгебита Минск (с 1 сентября 1941 года) генерального округа Белорутения рейхскомиссариата Остланд. От захватчиков территория была освобождена 6—7 июля 1944 года.
16 июля 1954 года Новосадский сельсовет был упразднён, в рамках проводимой в то время политики укрупнения районов и сельсоветов, а все населённые пункты сельсовета переданы в состав Вертниковского сельсовета.

## Состав сельсовета
| №   | Название       | (бел. )        | Статус  | Население (1926) |
| --- | -------------- | -------------- | ------- | ---------------- |
| 1.  | Батурово       | Батурова       | деревня | 146              |
| 2.  | Вызволенье     | Вызваленне     | деревня | 47               |
| 3.  | Демидовичи     | Дзямідавічы    | деревня | 236              |
| 4.  | Крыштафово     | Крыштафова     | деревня | 111              |
| 5.  | Мошница        | Машніца        | деревня | 354              |
| 6.  | Новосады       | Навасады       | деревня | 452              |
| 7.  | Пионино        | Піяніна        | деревня | 91               |
| 8.  | Поусье         | Павуссе        | деревня | 333              |
| 9.  | Чирвоная Смена | Чырвоная Змена | посёлок | 79               |
| 10. | Шумщина        | Шумшчына       | деревня | 75               |
| 11. | Юцки           | Юцкі           | деревня | 452              |

 административный центр сельсовета